# Radio Fil Rose
Radio Fil Rose était une radio pirate homosexuelle française. Située à Paris,,,,, elle émet de janvier à juillet 1978. Après son auto-dissolution, plusieurs de ses anciens membres fonderont Fréquence Gaie,. Malgré la ressemblance de nom avec Radio Fil Bleu, les deux radio n'ont aucun lien.  

## Histoire
En janvier 1978, à l'occasion du Festival du film homosexuel, elle est créée sous le nom de Radio Mauve.
Le 25 février 1978, elle change de nom pour Radio Fil Rose. Elle reçoit alors l'aide de militants de Radio Libre Paris et Radio 93.
En mars 1978, lors des élections législatives, elle retransmet une conférence de presse des candidats homosexuels.
La toute dernière émission a lieu le 24 juillet. Par la suite, son émetteur est réutilisé par Radio Onz'Débrouille, puis Radio Riposte. Patrick Oger co-fonde Fréquence Gaie où il retrouve l'écrivain Guy Hocquenghem.

## Membres et programmation
L'équipe de Radio Fil Rose se compose de Pascal Navarro,,, d'une dénommée Hélène, et de Patrick Oger, qui ne passe jamais à l'antenne.
Située, dans un premier temps, sur le toit d'une maison de la butte de Montmartre. Elle s'installe, par la suite, dans l'appartement de Pascal Navarro, près de la place des Vosges. Guy Hocquenghem, proche de Radio Fil Rose, met son appartement à disposition pour plusieurs émissions. 
Elle émet à 20 heures tous les soirs sauf le dimanche. Afin de lutter contre le brouillage, elle alterne les fréquences 95 Mhz et 105 Mhz.
Radio Fil Rose a pour émissions : Informations Gaies, Le voyage de Félix, Marie et Arthur ainsi que Il fait beau, on cogne.